# Лейді Тауншип (округ Клінтон, Пенсільванія)
Лейді Тауншип (англ. Leidy Township) — селище (англ. township) в США, в окрузі Клінтон штату Пенсільванія. Населення — 155 осіб (2020).

## Демографія
Згідно з переписом 2010 року, у селищі мешкало 180 осіб у 94 домогосподарствах у складі 60 родин. Було 853 помешкання
Расовий склад населення:
| - 98,9 % — білих - 1,1 % — корінних американців |

До двох чи більше рас належало 0,0 %. Частка іспаномовних становила 0,0 % від усіх жителів.
За віковим діапазоном населення розподілялося таким чином: 7,2 % — особи молодші 18 років, 53,4 % — особи у віці 18—64 років, 39,4 % — особи у віці 65 років та старші. Медіана віку мешканця становила 60,0 року. На 100 осіб жіночої статі у селищі припадало 119,5 чоловіків;  на 100 жінок у віці від 18 років та старших — 116,9 чоловіків також старших 18 років.
Середній дохід на одне домашнє господарство  становив 43 833 долари США (медіана — 37 639), а середній дохід на одну сім'ю — 48 073 долари (медіана — 39 688). 
Цивільне працевлаштоване населення становило 33 особи. Основні галузі зайнятості: мистецтво, розваги та відпочинок — 24,2 %, освіта, охорона здоров'я та соціальна допомога — 15,2 %, будівництво — 15,2 %.